# گرونزفلد
شهر گرونزفلددر ایالت بادن-وورتمبرگ در کشور آلمان واقع شده‌است.